# Kirchspiel Garding
Kirchspiel Garding és un municipi del districte de Nordfriesland, dins l'Amt Eiderstedt, a l'estat alemany de Slesvig-Holstein. Està situada a uns 12 km a l'oest de Tönning a la península d'Eiderstedt i envolta la ciutat de Garding.